# Fissistigma shangtzeense
Fissistigma shangtzeense P.T.Li – gatunek rośliny z rodziny flaszowcowatych (Annonaceae Juss.). Występuje naturalnie w Wietnamie oraz południowych Chinach (w południowej części regionu autonomicznego Kuangsi). 

## Morfologia
PokrójZimozielone i zdrewniałe liany dorastające do 8 m wysokości. Młode pędy są owłosione.
LiścieMają kształt od odwrotnie jajowatego do eliptycznego. Mierzą 3–13 cm długości oraz 2–6 cm szerokości. Są owłosione od spodu. Nasada liścia jest klinowa. Blaszka liściowa jest o zaokrąglonym wierzchołku. Ogonek liściowy jest owłosiony i dorasta do 15 mm długości.
KwiatyZebrane po 2–5 w kłębiki, rozwijają się w kątach pędów. Działki kielicha mają trójkątny kształt, są owłosione od wewnętrznej strony i dorastają do 5 mm długości. Płatki zewnętrzne mają owalny kształt, są owłosione wewnątrz i osiągają do 10 mm długości, natomiast wewnętrzne są podłużne, także owłosione od wewnętrznej strony i mierzą 6 mm długości. Kwiaty mają owłosione słupki o podłużnie lancetowatym kształcie. Podsadki mają owalny kształt.
OwoceZebrane w owoc zbiorowy o podłużnym kształcie. Są omszone, osadzone na szypułkach. Osiągają 4 cm długości i 2 cm szerokości.

## Biologia i ekologia
Rośnie w lasach. Występuje na wysokości od 600 do 800 m n.p.m. Kwitnie od lipca do października, natomiast owoce pojawiają się od października do maja.